# Protapion interjectum interjectum
Protapion interjectum interjectum é uma subespécie de insetos coleópteros polífagos pertencente à família Apionidae.
A autoridade científica da subespécie é Desbrochers, tendo sido descrita no ano de 1895.
Trata-se de uma subespécie presente no território português.